# Ove Flindt Bjerg
Ove Flindt Bjerg (ur. 21 lipca 1948 w Aalborgu) – duński piłkarz występujący na pozycji pomocnika. Trener piłkarski. Ojciec innego piłkarza, Christiana Flindt Bjerga.

## Kariera klubowa
Karierę rozpoczynał w sezonie 1968 w pierwszoligowym zespole Aalborg BK. W sezonie 1970 zdobył z nim Puchar Danii. W 1971 roku przeszedł do austriackiego SSW Innsbruck. W Nationallidze zadebiutował 21 sierpnia 1971 w wygranym 2:0 meczu z SK Bischofshofen, w którym strzelił także gola. Wraz z Innsbruckiem zdobył trzy mistrzostwa Austrii (1972, 1973, 1975), a także dwa Puchary Austrii (1973, 1975).
Na początku 1976 roku odszedł do niemieckiego Karlsruher SC. W Bundeslidze zadebiutował 17 stycznia 1976 w wygranym 1:0 spotkaniu z Eintrachtem Frankfurt. W sezonie 1976/1977 spadł z zespołem do 2. Bundesligi. W 1978 roku wrócił do Aalborga, grającego już w drugiej lidze. W sezonie 1978 awansował z nim jednak do pierwszej ligi.
W 1979 roku został graczem amerykańskiego San Jose Earthquakes. Spędził tam sezon 1979, a potem przeniósł się do austriackiego SK VÖEST Linz, z którym w sezonie 1979/1980 wywalczył wicemistrzostwo Austrii. W VÖEST spędził jeszcze dwa sezony. Następnie grał w duńskim trzecioligowcu Nørresundby BK, a także w Aalborgu, z którym w latach 1983–1986 awansował z trzeciej ligi do pierwszej. W 1987 roku zakończył karierę.

## Kariera reprezentacyjna
W reprezentacji Danii zadebiutował 7 lipca 1970 w zremisowanym 0:0 towarzyskim meczu z Islandią. 11 maja 1976 w wygranym 2:1 towarzyskim pojedynku ze Szwecją strzelił swojego jedynego gola w kadrze. W latach 1970–1979 w drużynie narodowej rozegrał 18 spotkań.